# 2000 CF18
2000 CF18 är en asteroid i huvudbältet som upptäcktes den 2 februari 2000 av LINEAR i Socorro County, New Mexico.
Asteroiden har en diameter på ungefär 20 kilometer och den tillhör asteroidgruppen Hilda.